# Жезуш душ Сантуш, Мария де
Мари́я де Жезу́ш душ Са́нтуш (порт. Maria de Jesus dos Santos; 10 сентября 1893 — 2 января 2009) — португальская долгожительница, фермер. После смерти 26 ноября 2008 года американки Эдны Паркер стала старейшим из живущих на тот момент людей в возрасте 115 лет.

## Биография
Родилась 10 сентября 1893 года в португальской общине Оливал. Вышла замуж в 1919 году, имела пятерых детей, трое из которых на момент её смерти ещё были живы. Дочь Мадалена, родившаяся 25 декабря 1924 года, жила вместе с ней. Муж умер в 1953 году. Её младший сын, Мануэл Сантуш, родился в 1928 году.
За время своей жизни Мария была в больнице всего один раз. Всю жизнь она занималась земледелием и жила в деревне.
В последние месяцы жизни Мария своих родных уже не узнавала и имела серьёзные проблемы со слухом и зрением. Была в состоянии ходить, совершала регулярные прогулки на открытом воздухе. Любила смотреть старые альбомы, загорать на крыльце, есть рисовый пудинг и принимать ванны.
Несмотря на свой преклонный возраст, Мария жила в собственном доме, а не в доме престарелых. Она никогда не пила и не курила, предпочитая есть рыбу и овощи.
После смерти Марии де Жезуш эстафету старейшего жителя планеты приняла американка Гертруда Бейнс, которая была на 208 дней моложе Марии (умерла 11 сентября 2009 года).